# Rimburg
Rimburg war bis 1927 eine Gemeinde im Landkreis Aachen in der preußischen Rheinprovinz. 
Das ehemalige Gemeindegebiet gehört heute zu den Städten Übach-Palenberg im Kreis Heinsberg und Herzogenrath in der Städteregion Aachen.

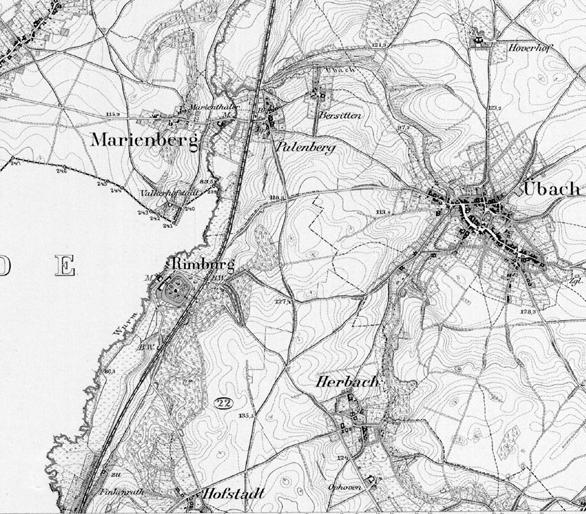
Rimburg mit Finkenrath und Hofstadt auf einer Karte aus dem 19. Jahrhundert

## Geographie und Geschichte
Nördlich des Schlosses Rimburg wurden bei Ausgrabungen ab 1926 von O. E. Mayer Überreste eines römischen vicus gefunden (dessen Name unbekannt ist), einer Straßensiedlung beidseits der dort verlaufenden Römerstraße von Köln nach Boulogne-sur-Mer, die heute auch die Bezeichnung Via Belgica trägt. Diese Siedlung lag an der Brücke über die Wurm, an der westlichen Seite lag im Bereich der heutigen niederländischen Gemeinde Landgraaf ein weiterer vicus. Beide Siedlungen bestanden zwischen dem ersten und vierten Jahrhundert nach Christi und besaßen eine dichte Besiedlung aus Streifenhäusern. Sie dienten vermutlich vorwiegend der Versorgung der Reisenden. Töpferofen, Schuster, Schreiner und ein Händler für Messingwaren sind nachgewiesen, ebenso wie ein Knochenschnitzer für Haarnadeln. Nach Mayer müsse man sich den vicus als "große, blühendes Dorf" vorstellen. An der Wurmniederung bestand ein Graben und eine sechs Meter lange Holzbrücke, deren Fundamente westlich der Wurm gesichert werden konnten, als dort eine Kläranlage gebaut wurde. Der Verlauf der Via Belgica ist heute im Bereich Rimburg nicht mehr erkennbar, da sie westlich von Jülich früh zugunsten eines Streckenverlaufs von dort nach Aachen aufgegeben wurde.
Aus der historischen Herrschaft Rimburg, die ihren Sitz auf Schloss Rimburg hatte, wurde in der Franzosenzeit im Département Meuse-Inférieure die Mairie (Bürgermeisterei) Rimburg gebildet. Durch die auf dem Wiener Kongress 1815 festgelegte Grenzziehung fiel der westlich der Wurm gelegene Teil der Bürgermeisterei an die Niederlande und gehört heute zur Gemeinde Landgraaf in der Provinz Limburg. Der Teil östlich der Wurm fiel an Preußen und bildete seitdem die Bürgermeisterei Rimburg im Landkreis Aachen, zu der Schloss Rimburg sowie die Ortschaften Finkenrath, Hofstadt und Nievelstein gehörten.  Die Bürgermeisterei Rimburg wurde 1857 aufgehoben. Die Gemeinde Rimburg gehörte seitdem zur Bürgermeisterei Merkstein. Sie umfasste eine Fläche von 3,24 km².
Rimburg wurde 1927 nach Merkstein eingemeindet. Durch das Aachen-Gesetz wurde Merkstein zum 1. Januar 1972 aufgeteilt. Dabei kam der Nordteil der ehemaligen Gemeinde Rimburg mit Schloss Rimburg und Umgebung zum Kreis Heinsberg und bildet seitdem den Ortsteil Rimburg der Stadt Übach-Palenberg. Finkenrath, Hofstadt und Nievelstein gehören seitdem zur Stadt Herzogenrath in der Städteregion Aachen.

## Einwohnerentwicklung
| Jahr | Einwohner |
| ---- | --------- |
| 1825 | 102       |
| 1852 | 161       |
| 1885 | 149       |
| 1910 | 226       |